# Balts

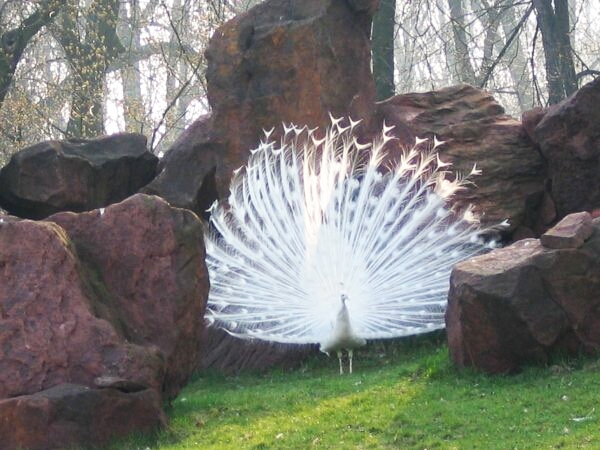
Pronkende witte pauw

Balts is expressiegedrag bij dieren om partners aan te trekken en over te halen tot de paring. Veel diersoorten hebben in de paartijd speciale gedragingen om een partner te vinden. Vaak wordt er met uiterlijke kenmerken gepronkt, worden er speciale geluiden gemaakt of worden er geschenken aan de partner aangeboden. Vooral bij vogels is baltsgedrag vaak sterk ontwikkeld.
De balts vergroot de bereidheid tot paring, tijdens de balts neemt de seksuele motivatie toe. Tegelijkertijd vermindert de balts de agressie tussen de partners. Baltsgedrag bestaat meestal uit een mengsel van handelingen uit voortplantingsgedrag en handelingen uit aanvals- en vluchtgedrag. Vaak bevat het ook handelingen van andere gedragssystemen.
Sommige dieren (vooral vogels) komen altijd naar dezelfde plek om baltsgedrag te vertonen. Zo'n plek wordt een lek genoemd, naar het Zweedse woord voor speelplaats.
Er zijn veel verschillende soorten dieren die in theorie met elkaar zouden kunnen paren en ook nog eens gezonde nakomelingen zouden kunnen krijgen. Toch komt dit zelden voor. Dieren reageren namelijk niet op het baltsgedrag van een andere soort.